# Annunciazione (Tintoretto Scuola Grande di San Rocco)
L'Annunciazione è un dipinto del pittore veneziano Jacopo Tintoretto realizzato con l'aiuto del figlio Domenico circa nel 1582-1587. È ancora conservato nel luogo per cui fu creato, la Scuola Grande di San Rocco di Venezia.

## Storia
Il dipinto fa parte del ciclo mariano (o dell'infanzia di Cristo) dipinto tra il 1582-1584 per la sala terrena dell'edificio, ultima fatica del Tintoretto per la Scuola. 

## Descrizione e stile
Sebbene l'intero ciclo pittorico di San Rocco sia considerato dalla critica il più rappresentativo della controriforma cattolica la serie mariana della sala terrena risulta meno controriformistica rispetto ai dipinti delle altre sale presentando una certa indipendenza dalle scritture ed un diffuso riferimento ai testi apocrifi, in uno spirito tipicamente manierista e con  «caratteri originali e novità tutt'altro che irrilevanti nell'itinerario poetico di Tintoretto». 
Certamente la concezione di tutti i dipinti delle serie è decisamente ascrivibile a Jacopo ma sappiamo che per le opere di questo ambiente si avvalse più largamente di aiuti. Nell'Annunciazione sono in effetti riconoscibili gli interventi esecutivi del figlio Domenico: sia nell'impostazione naturale del trattamento di dettagli come gli attrezzi da falegname sparsi sia anche nel turbinoso corteo di angioletti, nel volto di Maria e nelle lumeggiature geometrizzanti del panneggio della veste di Gabriele.
La tela si trova significativamente all'inizio della sala terrena ad introdurre simbolicamente al mistero dell'incarnazione, che poi prosegue con le storie bibliche ed evangeliche raccontate nelle sale superiori. Incarnazione intesa come fatto storico e definito nel tempo e che segna il passaggio da un prima a un dopo e cioè dall'Età della Legge mosaica a all'Età della Grazia, quella in cui le profezie si avverano.
La scena è rappresentata, secondo la maniera più tipica di Tintoretto, in interno/esterno che scollega gli spazi e crea una conflazione di tempi diversi ed è inoltre orientata a sottolineare la povertà della Sacra Famiglia (tema su cui Tintoretto insiste nel resto del ciclo).
L'interno è quello che resta di un palazzo veneziano, abbandonato forse per incuria o forse per qualche calamità, in cui rimangono intatti un ordinato letto a baldacchino e il soffitto a cassettoni, questo forse un richiamo al soffitto della sala superiore. Ma anche la colonna decrepita posta su un alto basamento di mattoni scalcinati richiama e prolunga il colonnato che tripartisce la sala terrena, lo stesso vale per il pavimento a scacchiera. Un riferimento non pedissequamente didascalico (la forma del plinto della semicolonna è differente come diverso è l'orientamento mattonelle) ma atto a suggerire un'unione tra lo spazio reale e lo spazio virtuale. L'esterno, costipato dalla bottega da falegname di Giuseppe, si apre appena su un paesaggio limitato da una lontana collina.
Già nella scenografia questa Annunciazione differisce dalle altre – non solo quelle di Tintoretto, tutte situate in ambienti ideali e puliti – anche l'insolito affollamento di figure la caratterizza: la scena non è più un "dialogo" tra due soli personaggi.
Davanti all'irrompere dalla porta dell'arcangelo che porge i gigli e il lieto sciamare turbinoso di cherubini e putti che penetrano dal sopraluce Maria è turbata, stupita, attonita, certamente ma non prostrata e compunta in venerazione. Se non proprio «garrula e scherzosa” come la definisce Coletti è almeno naturalmente vivace e osserva ciò che avviene, non abbassa lo sguardo. 
Oltre al sussulto in cui è fermata dal pittore sono da notare i dettagli del libro lasciato cadere sul grembo e aperto – secondo la tradizione – nelle pagine che contengono la profezia (Isaia 7,15 ) dell'avvenimento ora in corso e del velo virginale caduto sul cuscino purpureo su cui Maria appoggiava i piedi. Segni che si intonano al fatto che quello rappresentato non è solo l'annuncio quanto il momento stesso dell'incarnazione con la luminescente colomba dello Spirito Santo che, indicata dall'arcangelo e precedendo il corteo di angioletti, scende ad ali spiegate sulla Vergine.
La luce della finestra della sala terrena colpisce di lato il quadro e penetra nella stanza proiettando l'ombra del pilastro sulle ginocchia di Maria perché come proseguì Gabriele «E la potenza dell'altissimo ti coprirà con la sua ombra».
Sul banchetto da lavoro restano un arcolaio ed un rocchetto, gli strumenti con cui la tradizione racconta che Maria fosse intenta a lavorare. Dall'altra parte della stanza sono una sedia spagliata e sopra una panchetta un cestino da lavoro.
All'esterno, in secondo piano, è il promesso sposo Giuseppe, ignaro e intento a segare un qualcosa tra gli attrezzi sparsi a terra ed appesi. Quella stessa notte un angelo gli apparirà in sogno ad ammonirlo di non ripudiare Maria incinta. Qualcuno ha messo in dubbio che si tratti di Giuseppe, perché il personaggio rappresentato è troppo giovane, proponendo, in un salto temporale ammissibile nell'ottica tintorettesca, che sia invece un Gesù fanciullo intento a fabbricare la propria ventura croce nella bottega del padre putativo.